# Gádor Judit
Gádor Judit (Székesfehérvár, 1944. február 5.) régész.

## Életrajza
Középiskolai tanulmányait szülővárosában, az Ady Endre Gimnáziumban 1962-ben fejezte be. A budapesti Eötvös Loránd Tudományegyetem Bölcsészettudományi Karán szerzett oklevelet 1967-ben régészet-történelem szakon, majd 1976 és 1980 között a Budapesti Műszaki Egyetemen műemlékvédelmi szakmérnöki oklevelet, 1988-ban pedig egyetemi doktori címet szerzett. Doktori dolgozatában az abaújvári földvár régészeti-történeti eredményeit foglalta össze.
Első munkahelyeként 1967 és 1971 között a Nógrád megyei Múzeumok szervezetében dolgozott régészként, majd a miskolci Herman Ottó Múzeumba került, ahol 1971-től 1984-ig régész főmuzeológusként tevékenykedett. 1984-től nyugdíjazásáig a Budapesti Történeti Múzeumban dolgozott.

## Munkássága
Régészeti tevékenységei közé tartozik elsősorban két jelentős földvár feltárása és  ásatási  eredményeinek közlése:
- Abaújvár földvárának kutatása. Kutatási  eredményeit a Herman Ottó Múzeum Évkönyve sorozatában (1976,  1980), és az Acta Archae ologica Hungaricaban (1976, 1980) adta közre.
- Sály-Lator földvárának, nemzetségfői központjának régészeti  feltárása, melynek eredményeit egy 1983-as szegedi tudományos ülészszakon adta elő.
- Észrevételei az égett sáncok kérdéséhez a sály-latori vörös sánc ásatási eredményei alapján
- Nógrád és Borsod-Abaúj-Zemplén  (többek  között:  Sóshartyán-Hosszú tető, Hollókő-Pusztaveresdomb, Szécsényi-Vár, Sajószentpéter-Szénégető dűlő, Diósgyőri-Vár,
- Budapest területén, I. kerületi Szarvas téren, a II-III. kerületi Lajos utcában, a III. kerületi  Bokor, Csemete, Pacsirtamező utcában és a szintén óbudai Bécsi úton folytatott régészeti feltárásokat.Utóbbi  munkáinak  jelentései  ugyancsak  a  Régészeti Füzetekben, ill. a Budapest Régiségei c. lapban jelentek meg.